# She's So Lovely - Così carina
She's So Lovely - Così carina (She's So Lovely) è un film del 1997 diretto da Nick Cassavetes, su una sceneggiatura mai realizzata da suo padre John.
Presentato in concorso al 50º Festival di Cannes, ha vinto due premi per il Grand Prix tecnico e il premio per la migliore interpretazione maschile a Sean Penn.

## Trama
Quando un vicino di casa violenta sua moglie Maureen, Eddie dà fuori di testa. Dopo dieci anni di manicomio – ma per lui sono tre mesi – lo rilasciano. Lei, che si è risposata con un brav'uomo e ha tre figlie (la prima è di Eddie, era incinta al momento dello stupro), prende contatto con lui e per lui non esita a lasciare marito e figlie.

## Riconoscimenti
- 1998 - Screen Actors Guild Awards
  - Nomination Migliore attrice protagonista a Robin Wright
- 1997 - Festival di Cannes
  - Migliore interpretazione maschile a Sean Penn
  - Grand Prix tecnico a Thierry Arbogast
  - Nomination Palma d'oro a Nick Cassavetes
- 1997 - Camerimage
  - Nomination Rana d'argento a Thierry Arbogast